# Нижнечернавское муниципальное образование
Нижнечернавское муниципальное образование — сельское поселение в Вольском районе Саратовской области Российской Федерации.
Административный центр — село Нижняя Чернавка.

## История
Статус и границы сельского поселения установлены Законом Саратовской области от 27 декабря 2004 года № 86-ЗСО «О муниципальных образованиях, входящих в состав Вольского муниципального района».

## Население
| 2010 | 2011  | 2012  | 2013  | 2014  | 2015  | 2016  |
| ---- | ----- | ----- | ----- | ----- | ----- | ----- |
| 1102 | ↘1098 | ↘1055 | ↘1043 | ↘1019 | ↗1025 | ↘1013 |
| 2017 | 2018  | 2019  | 2020  | 2021  |       |       |
| ↘979 | ↘942  | ↘936  | ↗937  | ↘774  |       |       |

## Состав сельского поселения
| № | Населённый пункт | Тип населённого пункта       | Население |
| - | ---------------- | ---------------------------- | --------- |
| 1 | Нижняя Чернавка  | село, административный центр | ↘935      |
| 2 | Чернавка         | железнодорожная станция      | ↘167      |